# Turma da Mônica: Lições (filme)
Turma da Mônica: Lições é um filme de aventura brasileiro de 2021 produzido pela Biônica Filmes, em coprodução com a Maurício de Sousa Produções, Paramount Pictures, Paris Entretenimento e Globo Filmes e a distribuição da Paris Filmes e Downtown Filmes. Foi baseado no romance gráfico de mesmo nome escrito por Vitor e Lu Cafaggi (parte do projeto Graphic MSP) e na série de quadrinhos homônima escrita por Maurício de Sousa. Dirigido por Daniel Rezende, com roteiro de Thiago Dottori e Mariana Zatz, o filme é estrelado por Giulia Benite, Kevin Vechiatto, Laura Rauseo e Gabriel Moreira. Neste filme, Mônica, Cebolinha, Cascão e Magali têm que lidar com as consequências de um erro, enquanto descobrem qual o verdadeiro significado da palavra amizade.
A sequência do filme Turma da Mônica: Laços foi anunciada por Daniel Rezende em junho de 2019, que anunciou que o filme já estava em desenvolvimento e tinha previsão de estreia para 8 de outubro de 2020, porém durante a Comic Con Experience de 2019 a data foi alterada para 10 de dezembro de 2020. As filmagens ocorreram entre janeiro e fevereiro de 2020, em Poços de Caldas. Devido à pandemia de COVID-19, o lançamento do filme nos cinemas foi adiado para 30 de dezembro de 2021.

## Sinopse
Mônica, Cebolinha, Magali e Cascão se esquecem de fazer o dever de casa e fogem da escola (6° ou 7° Ano do Ensino Fundamental). Mas nem tudo sai como o esperado, e Mônica é transferida para outra escola, resultando na separação do grupo. A decisão foi tomada pelos pais dos quatro amigos, que acham que eles estão passando tempo demais juntos e que isso pode prejudicá-los em suas responsabilidades. A partir dessa ruptura, eles são forçados a encontrar novos amigos e enfrentar seus próprios medos e inseguranças. A turma terá então que encarar as consequências de suas decisões, amadurecer e descobrir o real valor e sentido da palavra amizade.

## Elenco
| Ator/Atriz           | Personagem              |
| -------------------- | ----------------------- |
| Giulia Benite        | Mônica                  |
| Kevin Vechiatto      | Cebolinha               |
| Laura Rauseo         | Magali                  |
| Gabriel Moreira      | Cascão                  |
| Emilly Nayara        | Milena                  |
| Isabelle Drummond    | Tina                    |
| Gustavo Merighi      | Rolo                    |
| Tiago Schmitt        | Franjinha               |
| Laís Villela         | Marina                  |
| Vinícius Higo        | Do Contra               |
| Rodrigo Kenji        | Nimbus                  |
| Helena Betti Dias    | Carminha Frufru         |
| Lucas Infante        | Humberto                |
| Giovani Donato       | Dudu                    |
| Malu Mader           | Prof.ª Vânia            |
| Monica Iozzi         | Dona Luisa de Sousa     |
| Luiz Pacini          | Seu Sousa               |
| Fafá Rennó           | Dona Cebola da Silva    |
| Paulo Vilhena        | Seu Cebola da Silva     |
| Marcela Rosis        | Dona Lili Lima          |
| Beto Schultz         | Seu Paulinho Lima       |
| Angélica Di Paula    | Dona Lurdinha de Araújo |
| Adriano Paixão       | Seu Antenor de Araújo   |
| Eliana Fonseca       | Tia Nena                |
| Camila Brandão       | Pipa                    |
| Fernando Mais        | Zecão                   |
| Vitor Queiroz        | Pedrão                  |
| Marcos Bojar         | Tonhão                  |
| Augusto Madeira      | Professor de Natação    |
| Telma Souza          | Diretora da escola      |
| Mauricio de Sousa    | Dono da cantina         |
| Mônica Sousa         | Bibliotecária           |
| Cena pós-crédito     |                         |
| Léo Fernandes        | Chico Bento             |
| Maria Cecília Mansur | Dona Cotinha            |
| Wally Araújo         | Carteiro                |
| Renato Almeida       | Padre Lino              |

## Produção

### Escolha de elenco
Giulia Benite, Kevin Vechiatto, Laura Rauseo e Gabriel Moreira retornam como Mônica, Cebolinha, Magali e Cascão, respectivamente. Malu Mader participa da sequência como a professora das crianças. Isabelle Drummond interpreta Tina, uma jovem universitária no filme. Gustavo Merighi interpreta Rolo. Camila Brandão e Fernando Mais interpretaram Pipa e Zecão, respectivamente. Emilly Nayara interpreta Milena.

### Filmagens
O filme foi gravado inteiramente em Poços de Caldas, MG. O elenco chegou ao local das filmagens no dia 7 de janeiro de 2020, e voltaram para São Paulo após o termino das filmagens no dia 12 fevereiro de 2020, poucas semanas antes da pandemia do COVID-19 no Brasil.

## Lançamento

### Cinema
Inicialmente, o filme estava marcado para o dia 8 de outubro de 2020. Depois foi adiado para 10 de dezembro de 2020. Porém foi novamente adiado (devido à pandemia de COVID-19) para o dia 24 de junho de 2021. Lições estreou em 30 de dezembro de 2021 nos cinemas. O filme também teve um lançamento especial no dia 18 de dezembro de 2021 em alguns cinemas selecionados do Cinemark, com os ingressos sendo vendidos no site do cinema.
Até 15 de janeiro de 2022, com duas semanas em cartaz, o filme já tinha superado a marca de 500 mil espectadores — o filme brasileiro mais visto nos cinemas desde a reabertura das salas de cinema após a pandemia de COVID-19.

## Recepção crítica
| Críticas profissionais | Críticas profissionais |
| Avaliações da crítica  | Avaliações da crítica  |
| Fonte                  | Avaliação              |
| ---------------------- | ---------------------- |
| Cinema com Rapadura    | 8,5/10                 |
| CinePOP                | [ 23 ]                 |
| Metrópoles             | Ótimo                  |
| Omelete                | [ 25 ]                 |
| Papo de Cinema         | [ 26 ]                 |

Em geral, Lições teve recepção positiva da crítica. Julia Sabbaga, do site Omelete, avaliou que "francamente, é difícil encontrar um elemento de Turma da Mônica: Lições que não mereça aplausos".  André Miranda, de O Globo, escreveu que Lições "abre novos debates, tem uma história mais elaborada, amplia o seu interesse para outros públicos e é absurdamente emotivo".

## Prêmios e indicações
| Ano  | Prêmio                              | Categoria                        | Recipiente                                                    | Resultado | Ref.   |
| ---- | ----------------------------------- | -------------------------------- | ------------------------------------------------------------- | --------- | ------ |
| 2022 | Grande Prêmio do Cinema Brasileiro  | Melhor Direção                   | Daniel Rezende                                                | Indicado  | [ 29 ] |
| 2022 | Grande Prêmio do Cinema Brasileiro  | Melhor Roteiro Adaptado          | Mariana Zatz, Thiago Dottori                                  | Indicado  | [ 29 ] |
| 2022 | Grande Prêmio do Cinema Brasileiro  | Melhor Longa-Metragem – Infantil | Daniel Rezende                                                | Venceu    | [ 29 ] |
| 2022 | Grande Prêmio do Cinema Brasileiro  | Melhor Direção de Fotografia     | Azul Serra                                                    | Indicado  | [ 29 ] |
| 2022 | Grande Prêmio do Cinema Brasileiro  | Melhor Maquiagem                 | Gabi Britziki                                                 | Indicado  | [ 29 ] |
| 2022 | Grande Prêmio do Cinema Brasileiro  | Melhor Som                       | Jorge Rezende, Miriam Biderman, Ricardo Reis e Toco Cerqueira | Indicado  | [ 29 ] |
| 2022 | Grande Prêmio do Cinema Brasileiro  | Melhor Efeito Visual             | Marco Prado                                                   | Indicado  | [ 29 ] |
| 2022 | Prêmio Guarani de Cinema Brasileiro | Melhor Atriz                     | Giulia Benite                                                 | Indicada  | [ 30 ] |
| 2022 | Prêmio Guarani de Cinema Brasileiro | Melhor Roteiro Adaptado          | Mariana Zatz e Thiago Dottori                                 | Indicado  | [ 30 ] |
| 2022 | Prêmio Guarani de Cinema Brasileiro | Melhor Direção de Arte           | Mariana Falvo                                                 | Venceu    | [ 30 ] |
| 2022 | Prêmio Guarani de Cinema Brasileiro | Melhor Figurino                  | Fernanda Marques e Manuela Mello                              | Venceu    | [ 30 ] |
| 2022 | Prêmio Guarani de Cinema Brasileiro | Melhor Efeito Visual             | Marco Prado                                                   | Indicado  | [ 30 ] |
| 2022 | Prêmio Guarani de Cinema Brasileiro | Melhor Som                       | Jorge Rezende, Miriam Biderman, Ricardo Reis e Toco Cerqueira | Indicado  | [ 30 ] |
| 2022 | Prêmio Guarani de Cinema Brasileiro | Melhor Trilha Sonora             | Fabio Goes                                                    | Indicado  | [ 30 ] |
| 2022 | Prêmio Guarani de Cinema Brasileiro | Melhor Elenco                    | Luciano Baldan                                                | Indicado  | [ 30 ] |